# Skálovka mravencožravá
Skálovka mravencožravá (Callilepis nocturna) je druh pavouka z čeledi skálovkovití. Vyskytuje se i v České republice. Specializuje se na lov mravenců.

## Popis
Samice je dlouhá 4–5 mm, samec 4–6 mm, což znamená, že skálovky rodu Callilepis porušují pravidlo typické pro většinu pavouků a to, že samice jsou větší než samci, někdy velmi výrazně. Ještě o něco větší rozdíl ve prospěch samců je u blízké příbuzné skálovky Schuszterovy. Hlavohruď je stříbřitě až zlatavě lesklá, nohy červeno- a černohnědé. Zadeček oválný zbarvený do šedočerna či šedohněda se zlatavým pruhem u hlavohrudi a dvěma páry světlých skvrn. Druhý pár na konci zadečku bývá někdy málo zřetelný.

## Výskyt
Skálovka mravencožravá je palearktický druh, v ČR není příliš hojná. Žije spíše v nížinách, v místech s řídkou vegetací. Dává přednost prosluněným sušším místům - skalní stepi, palouky, plochy vzniklé po těžbě surovin, světliny.

## Život
Skálovka mravencožravá je potravní specialista. Loví výhradně mravence. Po kořisti pátrá aktivně - pobíhá v okolí mravenišť především v dopoledních hodinách. Svým pohybem své oběti napodobuje, ale zjevem nepředstírá, že je mravenec, na rozdíl od jiných pavouků (skákavky rodů Myrmarachne, Leptorchestes, Synageles či Heliophanus). Když na nějakého mravence narazí, postaví se k němu čelem a uchopí ho za tykadlo. Pak ho rychlým pohybem kousne, nejčastěji do báze tykadla. Pak nějakou dobu vyčká a je-li potřeba, napadne dokola kroužícího jedem zčásti ochromeného mravence znovu. Tím ho definitivně paralyzuje a odnese si ho (držíc ho pod sebou) z dosahu jiných mravenců do úkrytu Během toho bývá mnohdy napadena jinými mravenci, ale většinou se jí podaří utéct a zavřít se v komůrce. Svou oběť pak během jedné až dvou hodin vysaje.
Samice si zhotovuje ve štěrbinách či pod kameny kokon s papírovitým obalem, který hlídá.